# 変数分離
変数分離（へんすうぶんり、英: Separation of variables）は、常微分方程式や偏微分方程式を解くための手法。方程式を変形することにより、2つあるいはそれ以上の変数が式の右辺・左辺に分かれるようにすること。
常微分方程式に対して用いるときと、偏微分方程式に対して用いるときは、そのやり方がかなり異なっているが、それぞれの変数に依存する部分を両辺に分けるという点では共通している。

## 常微分方程式
次の形に書かれる常微分方程式を考える。
{\displaystyle {\frac {d}{dx}}f(x)=g(x)\,h(f(x))}
あるいは y = f (x ) と書くことにより、もっと簡単に
{\displaystyle {\frac {dy}{dx}}=g(x)h(y)\qquad \qquad (1)}
ここで、h (y ) ≠ 0 のとき、両辺を h (y ) で割って
{\displaystyle {\frac {1}{h(y)}}{\frac {dy}{dx}}=g(x)}
となる。この両辺を x で積分すると
{\displaystyle \int {\frac {1}{h(y)}}{\frac {dy}{dx}}dx=\int g(x)\,dx+C\qquad \qquad (2)}
で、置換積分の法則により
{\displaystyle \int {\frac {1}{h(y)}}dy=\int g(x)\,dx+C}
となる。
この両辺の積分を実行すれば、微分方程式の解が求まる。この手続きは実際のところ、導関数 dy /dx を分数とみなして分母を払うのと同じことである。そうすることによって解くのがもっと簡単になる。具体的なやり方は以下の例で示す。
（注意：両辺の積分に対し
{\displaystyle \int {\frac {1}{h(y)}}dy+C_{1}=\int g(x)\,dx+C_{2}}
のように積分定数をそれぞれ書く必要はない。これは C = C2 - C1 として定数を一つにまとめることが出来るからである。）

### 例1
常微分方程式
{\displaystyle {\frac {df(x)}{dx}}=f(x)\,(1-f(x))}
は、より簡単に
{\displaystyle {\frac {dy}{dx}}=y(1-y)}
と書けるが、ここで g (x ) = 1, h (y ) = y (1-y ) とすれば、この微分方程式は(1)式の形になる。よってこの微分方程式は変数分離が可能である。
上記の説明により、dy と dx を分けて扱うことができる。すなわち両辺に dx をかける。それから両辺を y (1-y ) でわると
{\displaystyle {\frac {dy}{y(1-y)}}=dx}
となる。これで x と y を分離することができた。つまり、x は右辺のみにあり、y は左辺のみにある状態になった。
両辺を積分して
{\displaystyle \int {\frac {dy}{y(1-y)}}=\int dx}
となる。これを部分分数分解して
{\displaystyle \int \left({\frac {1}{y}}+{\frac {1}{1-y}}\right)dy=\int dx}
そして積分を計算すると
{\displaystyle \log {y}-\log(1-y)=x+C}
ここで C は積分定数である。多少の計算により、y について解くことができて
{\displaystyle y={\frac {1}{1+Be^{-x}}}}
となる。B は任意の定数である。この解を x で微分すれば、この解が正しいことを確かめることができる。その結果はもともとの微分方程式と一致するはずだ。
ところで、両辺を y (1-y ) で割るにあたって、y (x ) = 0 や y (x ) = 1 が微分方程式の解になるかどうかを検討する必要がある。そのような解は特異解となりうる。

### 例2
変数分離を用いて解ける2階非線形常微分方程式の例。
{\displaystyle x{\frac {\;d^{2}y\;}{dx^{2}}}+{\bigl (}1+P(y){\bigr )}{\frac {\;dy\;}{dx}}=0.}
この微分方程式は，このまま両辺を x で積分し，部分積分法を適用して整理すると，変数分離を用いて解くことができる。一般解は，
{\displaystyle x=C_{2}\exp {}{\Biggl (}\int {\frac {\;dy\;}{\;C_{1}-\displaystyle \int P(y)\,dy\;}}{\Biggr )}}
と表示される。ここに，P(y) は既知関数であり，C1, C2 は積分定数である。
ただし，C2 ≠ 0 とする。求積法で解ける微分方程式は，変数分離を用いることが多い。

## 偏微分方程式
n 変数関数
{\displaystyle F(x_{1},x_{2},\dots ,x_{n})}
についての偏微分方程式を解くにあたって、その解の形を
{\displaystyle F=F_{1}(x_{1})\,F_{2}(x_{2})\cdots F_{n}(x_{n})}
あるいは
{\displaystyle F=f_{1}(x_{1})+f_{2}(x_{2})+\cdots +f_{n}(x_{n})}
のように仮定すると、偏微分方程式がいくつかの常微分方程式になる場合がある。多くの場合、個々の変数に対して、微分方程式からは決定できない分離定数が現れることになる。

### 例1
未知関数 F (x, y, z ) と、それが満たす偏微分方程式
{\displaystyle {\frac {\partial F}{\partial x}}+{\frac {\partial F}{\partial y}}+{\frac {\partial F}{\partial z}}=0\qquad \qquad (1)}
を考える。関数 F (x, y, z ) が
{\displaystyle F(x,y,z)=X(x)+Y(y)+Z(z)\qquad \qquad (2)}
の形に書けると仮定すると、(1)式は
{\displaystyle {\frac {dX}{dx}}+{\frac {dY}{dy}}+{\frac {dZ}{dz}}=0}
となる。なぜなら ∂F /∂x = dX /dx などが成り立つからである。
いま、X' (x ) は x のみに依存し、Y' (y ) は y のみに依存し、そしてZ' (z ) についても同様である。また、微分方程式 (1) は任意の x, y, z について成り立つ。これより、それぞれの項が定数になることがわかる。すなわち
{\displaystyle {\frac {dX}{dx}}=c_{1},\quad {\frac {dY}{dy}}=c_{2},\quad {\frac {dZ}{dz}}=c_{3}\qquad \qquad (3)}
となる。定数 c1, c2, c3 は
{\displaystyle c_{1}+c_{2}+c_{3}=0\qquad \qquad (4)}
を満たす。(3) 式は3つの微分方程式のセットである。この場合、それぞれの微分方程式は単に積分するだけで解を得ることができて、答えは
{\displaystyle F(x,y,z)=c_{1}x+c_{2}y+c_{3}z+c_{4}\qquad \qquad (5)}
となる。積分定数 c4 は初期条件によって定まる。

### 例2
以下の偏微分方程式を考える。；
{\displaystyle \nabla ^{2}v+\lambda v={\frac {\partial ^{2}v}{\partial x^{2}}}+{\frac {\partial ^{2}v}{\partial y^{2}}}+\lambda v=0}
まず解の形を
{\displaystyle v=X(x)Y(y)}
とおく。これ以外の解は、このような解の線形結合になっていると考える。
これを微分方程式に代入すると
{\displaystyle X''(x)Y(y)+X(x)Y''(y)+\lambda X(x)Y(y)=0}
となる。この両辺を X (x ) で割って
{\displaystyle {\frac {X''(x)Y(y)}{X(x)}}+Y''(y)+\lambda Y(y)=0}
更に Y (y ) で割って
{\displaystyle {\frac {X''(x)}{X(x)}}+{\frac {Y''(y)+\lambda Y(y)}{Y(y)}}=0}
すると X'' (x )/X (x ) は x のみの関数で、もう一つの項は y のみの関数だから、分離定数を用いて
{\displaystyle {\frac {X''(x)}{X(x)}}=-{\frac {Y''(y)+\lambda Y(y)}{Y(y)}}=k}
と書ける。これによって二つの2階線型常微分方程式
{\displaystyle {\frac {X''(x)}{X(x)}}=k,\quad X''(x)=kX(x)}
および
{\displaystyle {\frac {Y''(y)+\lambda Y(y)}{Y(y)}}=-k,\quad Y''(y)+(\lambda +k)Y(y)=0}
が得られ、それぞれ解くことができる。もとの問題が境界値問題であるなら、その境界条件を用いて解を定めることができる。